# Parafia Matki Bożej Królowej Meksyku w Laskach
Parafia pw. Matki Bożej Królowej Meksyku w Laskach – rzymskokatolicka parafia dekanatu laseckiego, archidiecezji warszawskiej, metropolii warszawskiej Kościoła katolickiego, w Laskach k. Warszawy. Obsługiwana przez księży diecezjalnych.

## Kościół parafialny
Kościół parafialny mieści się przy kancelarii parafialnej przy ulicy 3 Maja 40/42.

## Kaplica
Kaplica pw. Matki Bożej Anielskiej w Laskach